# Dimitris Pikionis

Signatur

Dimitris Pikionis (griechisch Δημήτρης Πικιώνης, * 1887 in Piräus; † 1968 in Athen) war ein griechischer Architekt und Landschaftsarchitekt der Moderne. Er gilt als einer der bedeutendsten Protagonisten der Architektur des 20. Jahrhunderts in Griechenland. Seine landschaftssensiblen Bauten und insbesondere seine Gestaltung des Wegenetzes auf der Akropolis und dem Philopapposhügel sind Schlüsselwerke des kritischen Regionalismus.

## Leben
Pikionis wurde 1887 in Piräus geboren. Sein Vater war Sohn eines Kapitäns, die Schwester seiner Mutter war die Mutter des Dichters Lambros Porphyras. Pikionis ging in Piräus auf die Grundschule und bis 1903 in die weiterführende Schule.
Ab 1904 studierte er am Polytechnikum, wo er den später berühmten Elektroingenieur Joseph Pestarinis, sowie den Maler Giorgio de Chirico kennenlernte. 1906 lernte er den Maler Konstantinos Parthenis, dessen Gemälde er zuvor auf einer Ausstellung gesehen hat, und wurde sein Schüler. Auf Parthensis Initiative erlaubte Pikionis Vater ihm Malerei zu studieren, wofür er 1908 nach München ging. Dort lernte er die Werke Hans von Marées kennen und später die von Cézanne. Letztere motivierten ihn 1909 nach Paris zu gehen. Aufgrund wirtschaftlicher Zwänge entschied er sich dort jedoch für ein Studium der Architektur, unter anderem bei Jules-Léon Chifflot. In Paris traf er 1912 erneut de Chirico, der einen bedeutenden Einfluss auf ihn ausübte.

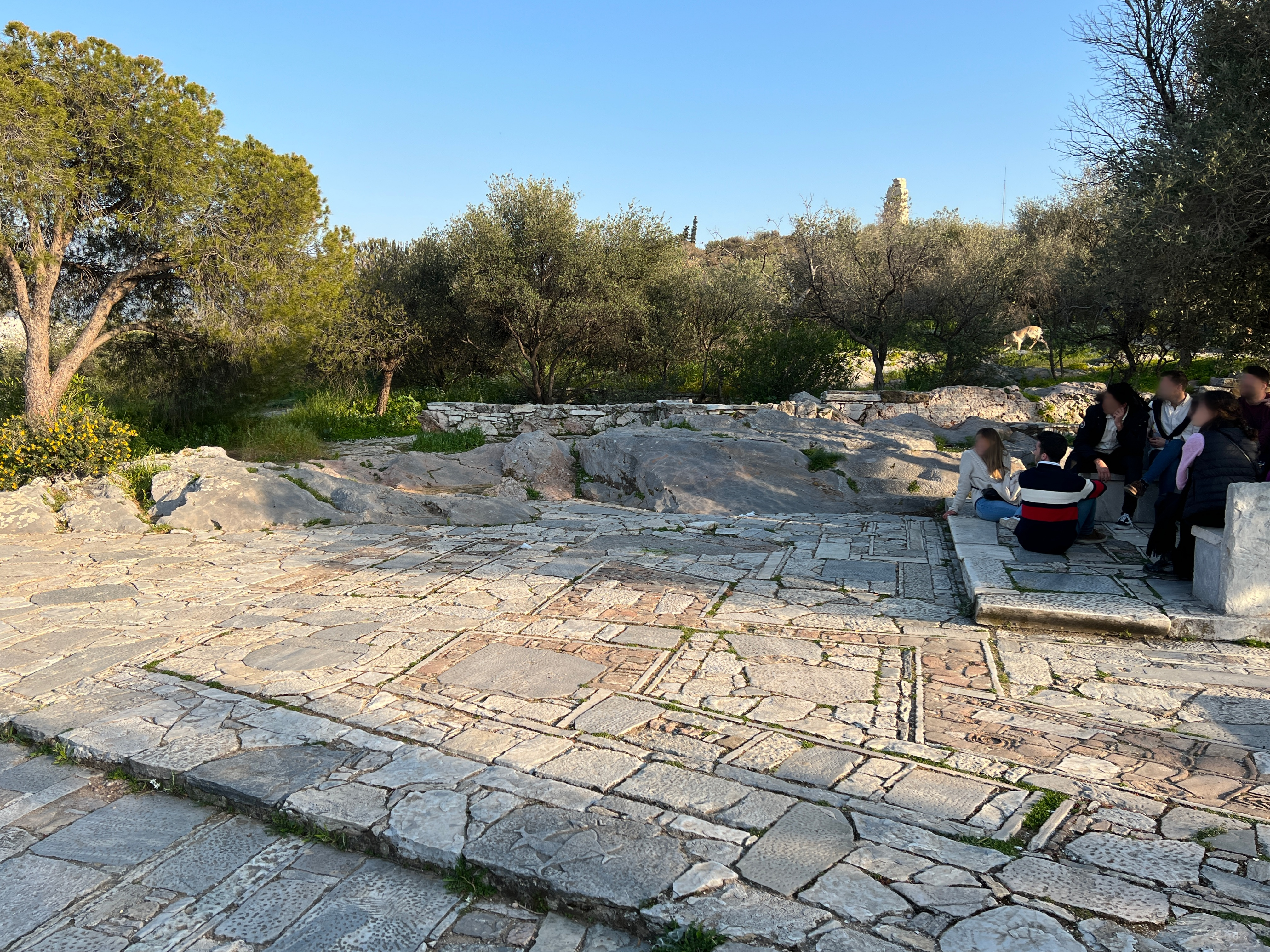
Landschaftsgestaltung am Philopapposhügel von 1951–57 (Ansicht 2022)

Anfang 1912 kehrte nach Griechenland zurück. In dieser vom Ersten Weltkrieg geprägten Zeit schloss er wichtige Freundschaften, so etwa mit dem Architekten Nikos Mitsakis und dem Maler Giannis Tsarouchis. Zudem widmete er sich weiterhin der Malerei. Sein erstes Haus baute Pikionis 1923 in Tzitzifies, einem Stadtviertel von Kallithea bei Athen, ein nächstes 1925. Beide waren Einfamilienhäuser mit starkem Einfluss vernakulärer Architektur. 
Im Rahmen des von Patroklos Karantinos geleiteten Schulbauprogramms, kam er mit der Architektur der Moderne in Berührung, die einen starken Einfluss auf ihn hatte und auf sein erstes größeres Projekt, eine Grundschule am Lykabettus (1933) prägte.

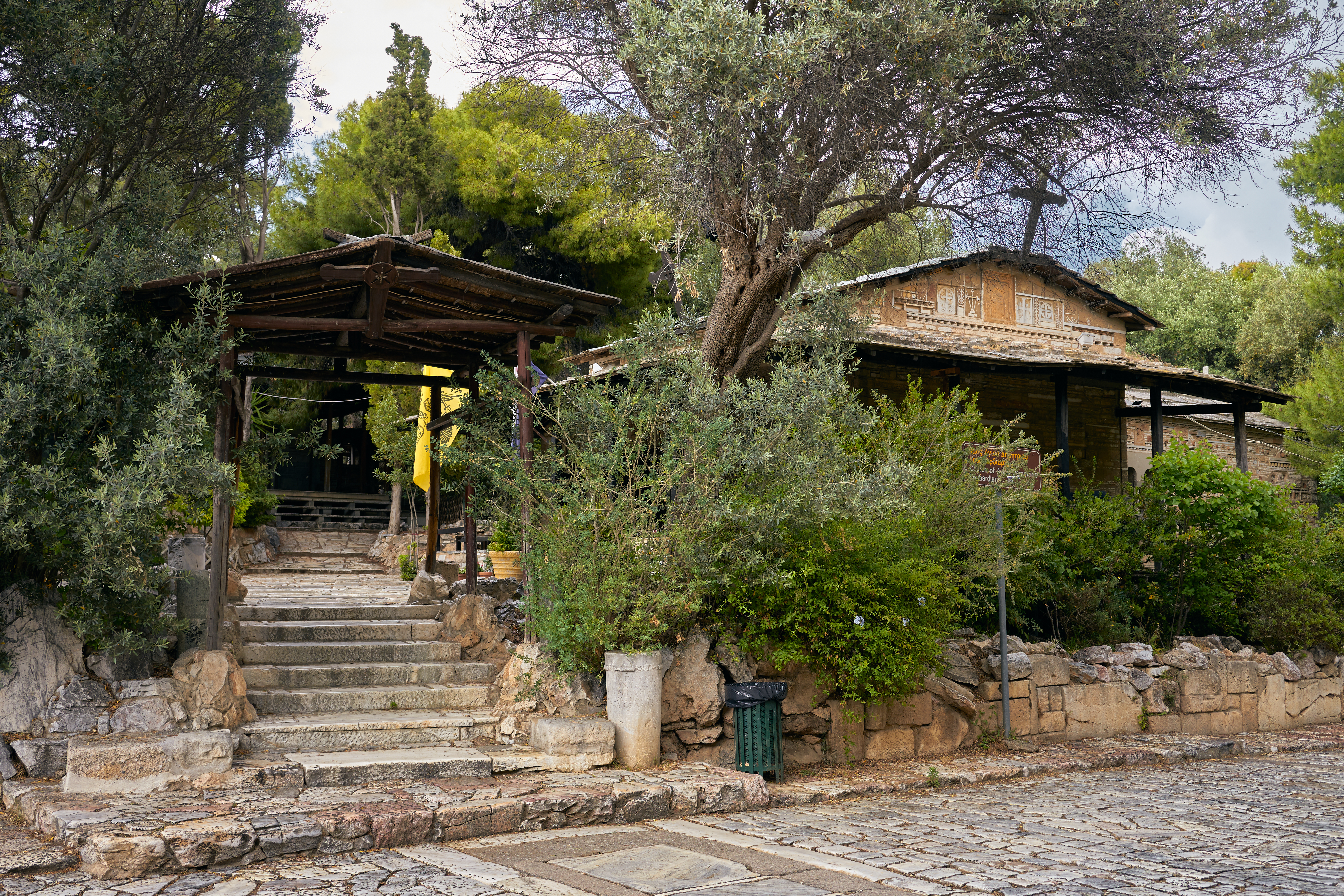
Kirche des Heiligen Demetrios Loumbardiaris am Philopapposhügel von 1951–57 (Ansicht 2020)

In der Folgezeit machten sich die Einflüsse vernakulärer Architektur jedoch wieder deutlicher in seinem Werk bemerkbar, so bei der Experimentellen Schule in Thessaloniki (1935), dem Apartmenthaus in Cheiden (1938), sowie dem Wohnhaus und Atelier für die Bildhauerin Frosso Efthymiadi (1949). In der Folgezeit arbeitete er immer wieder gemeinsam mit seinem Schwiegersohn Alexander Papageorgiou sowie Ino Papageorgiou zusammen. Es entstand teilweise gemeinsam das Wohnhaus Potamianos in Filothei (1954), das Hotel Xenia bei Delphi (1955), die überwiegend unrealisierte Wohnsiedlung Aexone in Glyfada, sowie sein berühmtestes Werk, die Pflasterung um die Akropolis und des Philopapposhügels mit der Dimitrioskirche (1951–57).

## Werk und Wirkung
Tsarouchis schrieb über Pikionis, dieser male „mit den Fußgängerwegen Architektur, ohne malerisch zu sein“. Die einzelnen Platten der Wege sind wie Spolien gestaltet, und lassen sich als langes begehbares Kunstwerk lesen.

## Bauten

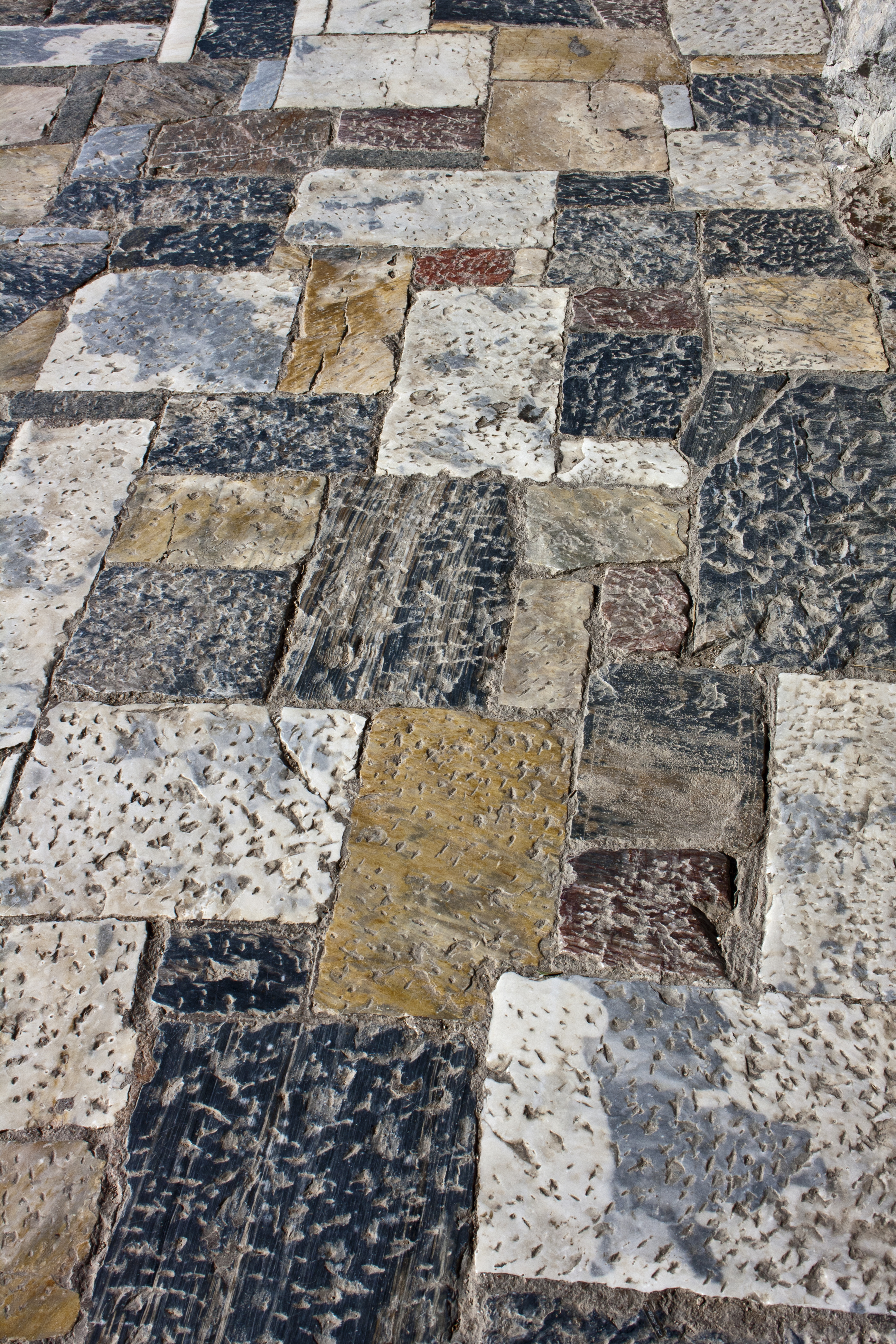
Pflasterung an der Akropolis von 1951–57 (Ansicht 2013)

- Pflasterung an der Akropolis von 1951–57 (Ansicht 2013)1923: Wohnhaus Moraitis in Tzitzifies, Kallithea[2][3]
- 1925: Wohnhaus Karamanos in der Herakliou 1, Patisia, Athen[4][5] (abgerissen)
- 1933: Freilufttheater an der Ecke Mavrommateon & Chevren, Athen[6] (abgerissen)
- 1933: Grundschule am Lykabettos in Athen[7][8] (Lage)
- 1935: Experimentelle Schule in Thessaloniki[7] (Lage)
- 1936 (mit Nikos Mitsakis für den Grundriss): Apartmenthaus in Cheiden, Athen[7] (teilweise umgebaut) (Lage)
- 1949: Atelier- und Wohnhaus Frosso Efthymiadi, Grypari 1, Ano Patissia, Athen[7] (Lage)
- 1950–57 (mit Alexander Papageorgiou): Wohnsiedlung Aexone in Glyfada (überwiegend unrealisiert)[7][9]
- 1951–57 (mit Alexander Papageorgiou): Landschaftsgestaltung an der Akropolis und dem Philopapposhügel mit Dimitrioskirche[7][10] (Lage)
- 1953: Wohnhaus Arestedis Pourris in der Dim. Moscha 56, Marousi[7] (Lage)
- 1954 (mit Alexander und Ino Papageorgiou): Wohnhaus Potamianos in Filothei[7][11] (Lage)
- 1955 (mit Alexander Papageorgiou): Hotel Xenia bei Delphi[7] (Lage)
- 1960–65: Spielplatz in Filothei[7] (Lage)
- 1961: Rathaus in Volos[12]
- (angeblich, Zuschreibung fraglich)[13] 1965–68: Villa Alexander Iolas in Agia Paraskevi (ruinös)

## Ausstellungen
- Dimitris Pikionis, 1887-1968 - kreikkalainen arkkitehti Suomen Rakennustaiteen Museo (Finnisches Architekturmuseum), 1993
- Dimitris Pikionis, Benaki-Museum, 2010–2011